# پاچاویتا
پاچاویتا (انگلیسی: Pachavita) یک منطقهٔ مسکونی در کلمبیا است.